# Leonova Bay
Die Leonova Bay (russisch Бухта Леонова Buchta Leonowa) ist eine Bucht an der Knox-Küste des ostantarktischen Wilkesland. Sie liegt in der Bunger-Oase.
Wissenschaftler einer sowjetischen Antarktisexpedition kartierten und benannten sie 1956. Namensgeber ist der sowjetische Arktisforscher Leonid Iwanowitsch Leonow (1896–1952). Das Antarctic Names Committee of Australia übertrug diese Benennung in einer Teilübersetzung ins Englische.